# Hazwa
Hazwa (arab. حزوة, Ḥazwa; fr. Hazoua) – miejscowość i saharyjska oaza w środkowo-zachodniej Tunezji, w gubernatorstwie Tauzar, przy przejściu granicznym z Algierią, 36 km na południowy zachód od Nafty i ok. 8 km na zachód od zachodniego krańca Wielkiego Szottu. W odległości kilku kilometrów od miejscowości i oazy znajdują się źródła, przy niektórych z nich istnieją małe plantacje.
Ludność trudni się hodowlą zwierząt oraz obsługą ruchu granicznego. Przez miejscowość przebiega droga nr 3.